# Чортківський медичний фаховий коледж
Чортківський медичний фаховий коледж (стара назва Чортківський державний медичний коледж) — вищий медичний навчальний заклад ІІ рівня акредитації, який функціонує у місті Чорткові, Тернопільської області в Україні.

## Історія
Заснований у 1946 році з ініціативи Захарія Довгалюка як школа медичних сестер, у 1952 році реорганізовано у медичне училище. 1996 року створено навчально-науково-виробничий комплекс Тернопільським державним медичним інститутом та профілактичними установами області, від 1997 року — базове медичне училище Тернопільської області, від 2001 — Чортківський державний медичний коледж, з 2020 — теперішня назва.
У 1946—1992 роках училище готувало фельдшерів, медичних сестер, акушерок, 1993 відкрито відділення «Стоматологія ортопедична» та «Медико-профілактична справа».
Від 1994 при училищі діє медико-біологічний ліцей (фах — мол. мед. сестра) з догляду за хворими. 1995 відкрито відділ післядипломної підготовки мол. мед. спеціалістів. Від 1999 готують фахівців за спеціальністю «Фармація», 2001 — «Сестринська справа» (бакалавр медицини).

## Приміщення

Головний вхід

У 1947 році закладу виділено окремий будинок, у 1964 році — приміщення на вул. Гоголя, у 1981 році споруджено п'ятиповерховий гуртожиток, 1989 року — новий навчальний корпус (бібліотека з читальним залом, актовий зал, тир, 2 спортивних зали, кабінети і лабораторії; старе приміщення бібліотеки переобладнано у студентську їдальню).

## Керівництво

### Директори
- Вигінний Михайло (1946—1950);
- Кружкова Фріда (1950-осінь 1951);
- Шварцбуд Юхим (осінь 1951-1957);
- Кленус Юрій (1957-1959);
- Павлоцька Таїсія (1960-1974);
- Тустановський Анатолій (1974-1992);
- Білик Любомир Степанович (від 1992 р.).

### Адміністрація
- Мирончук Ірина Анатоліївна — заступник директора з навчальної роботи;
- Панасюк Василь Богданович — заступник директора з гуманітарної освіти і виховання;
- Верба Руслан Вікторович — заступник директора з навчально-виробничої роботи;
- Ірха Петро Васильович — завідувач навчальною частиною;
- Бучко Петро Іванович — завідувач курсів підвищення кваліфікації;
- Кухарчук Наталія Володимирівна — завідувачка відділенням «Акушерська справа» і «Стоматологія ортопедична»;
- Швець Ірина Євгенівна — завідувачка відділенням спеціальності «Фармація»;
- Козак Христина Ігорівна — завідувачка відділенням спеціальності «Сестринська справа»;
- Слободян Наталія Євгенівна — завідувач відділенням спеціальності «Лікувальна справа»;
- Лесейко Олег Богданович — базовий методист коледжу;
- Петрушенко Олександра Ігорівна — методист коледжу;
- Дутчак Віктор Ярославович — керівник допризивної підготовки;
- Ігнацевич Ірина Іванівна — голова первинної профспілкової організації.

### Педагогічний колектив
Педагогічний колектив коледжу налічує понад сто викладачів, серед яких:
- 6 кандидатів наук;
- 5 претендентів на науковий ступінь;
- 21 відмінник освіти України;
- 45 викладачів з вищою кваліфікаційною категорією;
- 12 викладачів-методистів;
- 20 старших викладачів.

## Матеріальна база
Щороку навчаються майже 1,5 тис. студентів, з яких близько 20 круглих сиріт — на повному утриманні коледжу.
Функціонують комп'ютерні класи, внутрішньоколеджна система інтранет, стоматологічний кабінет, спортивний майданчик, медичний пункт, фізіотерапевтичний кабінет, кафе-бар.
У 2001 році коледж придбав спортивно-оздоровчу базу на берегах р. Серет (6,5 га) в селі Більче-Золоте (вул. Луки) Борщівського району з плантаціями лікарських рослин, які доглядають і збирають студенти.

## Зовнішні зв'язки
Коледж співпрацює з Тернопільським державним, Івано-Франківським національним та Буковинським державним медичними університетами.

## Відомі випускники
Нині випускниками коледжу є вже більше 10 тисяч осіб, з-поміж них:
- Іван Ярема — доктор медичних наук, професор, завідувач кафедри госпітальної хірургії Московського медичного стоматологічного інституту ім. А. М. Семашка;
- Іван Мелимука — доктор медичних наук, професор, завідувач кафедри анатомії людини Буковинського медичного університету
- Пельо Ігор Михайлович — доктор медичних наук, професор, заслужений діяч науки і техніки України[3], доцент кафедри пропедевтики гігієни та радіаційної гігієни Національного медичного університету ім. О. Богомольця;
- Андрій Бойко — кандидат фармацевтичних наук, асистент кафедри ОЕР з технологією ліків факультету післядипломної освіти Львівського національного медичного університету ім. Данила Галицького;
- Андрій Гречин — кандидат медичних наук, доцент кафедри анатомії людини, начальник навчальної частини Івано-Франківського медичного університету;
- Світлана Ястремська — вчений у галузі медицини, кандидат біологічних наук, директор навчально-наукового інституту медсестринства ТДМУ.